# 凱撒施圖爾

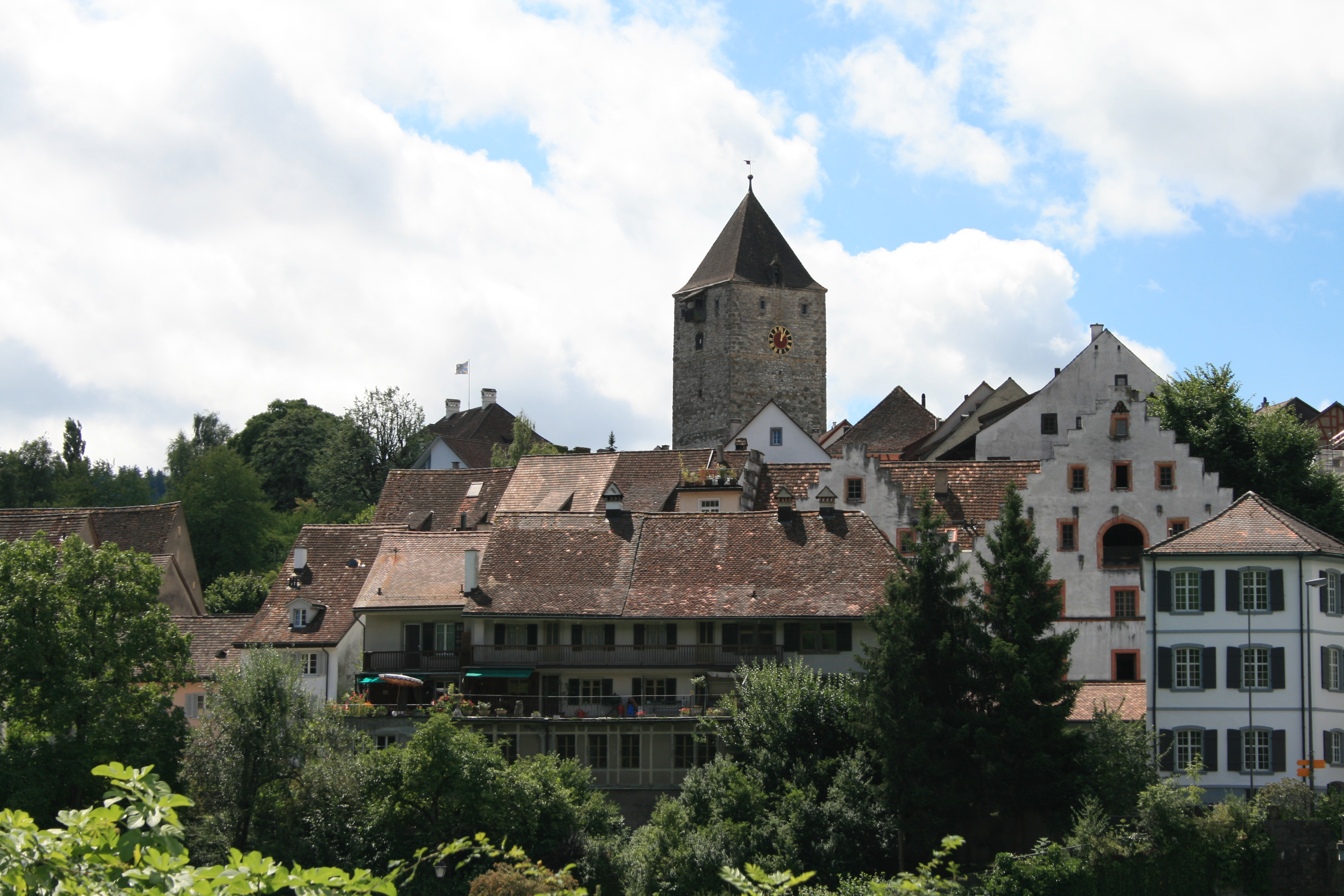

凱撒施圖爾是瑞士的城鎮，位於該國北部，由阿爾高州負責管轄，面積13.76平方公里，海拔高度347米，2011年人口2,145，其中四成居民信奉基督教。